# All-Ireland Senior Football Championship 1963
L'All-Ireland Senior Football Championship 1963 fu l'edizione numero 67 del principale torneo di calcio gaelico irlandese. Dublino batté in finale Galway, ottenendo la diciassettesima vittoria della sua storia.

## Semifinali
| Dublino 4 agosto 1963 | Galway | 1-07 – 0-08 | Kerry | Croke Park (37193 spett.) |

| Dublino 18 agosto 1963 | Dublino | 2-11 – 0-07 | Down | Croke Park (70072 spett.) |

### Finale
| Dublino 27 settembre 1963, ore 15:30 BST | Dublino | 1-09 – 0-10 | Galway | Croke Park (87109 spett.) |